# Іванов Микола Іванович (профспілки)
Микола Іванович Іванов (10 листопада 1883, місто Севастополь Таврійської губернії — розстріляний 1937) — радянський партійний і профспілковий діяч, голова Південного бюро ВЦРПС. Член ЦК КП(б)У в листопаді 1920 — липні 1921 р. Кандидат у члени Політичного бюро ЦК КП(б)У в листопаді 1920 — липні 1921 р. Член Організаційного бюро ЦК КП(б)У в листопаді 1920 — липні 1921 р. Жертва сталінських репресій.

## Життєпис
Народився в робітничій родині. Закінчив чотирикласну початкову школу. Трудову діяльність розпочав у 1898 році слюсарем на механічному заводі Ященіна в місті Севастополі. З 1904 року працював слюсарем Луганського паровозобудівного заводу Гартмана.
Член РСДРП(б) з травня 1905 року.
Брав участь у революційному русі. У 1906—1908 роках — член Севастопольського міського комітету РСДРП, складальник підпільної друкарні та член військової організації при Севастопольському комітеті РСДРП.
З 1908 по 1911 рік працював на ряді заводів і майстерень Павлограда, Таганрога, Катеринослава.
У 1911 році заарештований і висланий на два роки до Вологодської губернії. Через сім місяців утік із заслання, переїхав до Санкт-Петербурга, де брав участь у нелегальній партійній та профспілковій роботі. У 1912 році знову заарештований і висланий на поселення у місто Великий Устюг Вологодської губернії, де перебував до 1914 року.
У 1914 році повернувся до Петрограда, але невдовзі переїхав до міста Іркутська. У 1914—1916 роках — слюсар військової обозної майстерні в Іркутську. У травні 1916—1917 роках — слюсар на заводах Петрограда та Москви.
Після Лютневої революції 1917 року — голова Центральної ради металістів у Петрограді. Обраний членом ЦК Всеросійської спілки металістів, членом президії ВЦРПС.
З 1918 по 1920 рік працював завідувачем відділу праці Ради народних комісарів Північно-Західної області в місті Петрограді.
У травні 1920 — липні 1921 року — голова Південного бюро ВЦРПС у місті Харкові.
З 1921 року — завідувач Петроградського губернського відділу комунального господарства.
У 1926—1927 роках — заступник голови виконавчого комітету Ленінградської губернської ради. У 1927—1929 роках — заступник голови виконавчого комітету Ленінградської обласної ради.
Потім працював начальником ряду промислових будівництв (зокрема, Невського хімічного комбінату) в Ленінграді.
У 1931—1937 роках — начальник будівництва, директор заводу «Ленметалургбуд» у Ленінградській області. 
1937 року заарештований органами НКВС. Засуджений до розстрілу та страчений. Посмертно реабілітований.